# Hans Hafner (Politiker)
Hans Hafner (* 3. November 1938 in Graz) ist ein ehemaliger österreichischer Politiker (ÖVP) und Kammeramtsdirektor. Hafner war von 1975 bis 1996 Abgeordneter zum österreichischen Nationalrat.
Hafner besuchte nach der Pflichtschule die Handelsakademie in Graz und schloss seine Schulbildung 1956 mit der Matura ab. Danach studierte er zwischen 1958 und 1962 an der Universität Graz und promovierte 1962 zum Dr. iur. Daneben arbeitete er von 1956 bis 1958 als Versicherungsangestellter, 1969 übernahm er die Stelle des Kammeramtsdirektors der Steiermärkischen Kammer für Arbeiter und Angestellte in der Land- und Forstwirtschaft.
Bereits während seiner Studienzeit engagierte sich Hafner als Studentenvertreter der Katholischen Hochschuljugend, zwischen 1971 und 1977 war er zudem Bezirksobmann des ÖAAB. Er wurde 1973 zum Bezirksparteiobmann der ÖVP Graz-Geidorf gewählt und vertrat die ÖVP zwischen dem 4. November 1975 und dem 14. Jänner 1996 im Nationalrat. Zudem wirkte er ab 1972 als Obmann des Steirischen Familienbundes und ab 1978 als Obmann des Steirischen Wohlfahrtsdienstes.